# Stronnictwo „Piast”
Stronnictwo „Piast” – polska prawicowa partia polityczna o charakterze ludowym i chadeckim, powołana w 2006 w wyniku sporu między liderami Polskiego Stronnictwa Ludowego, początkowo funkcjonująca pod nazwą PSL „Piast”. Zarejestrowana pod tą nazwą w latach 2006–2007, a po ponownej rejestracji jako Stronnictwo „Piast” w latach 2007–2024.

## Powstanie i rejestracja
4 lutego 2006 Rada Naczelna PSL zatwierdziła decyzję statutowych organów partii o wykluczeniu z szeregów partii trzech jej posłów do Parlamentu Europejskiego: Janusza Wojciechowskiego, Zbigniewa Kuźmiuka i Zdzisława Podkańskiego. Powodem usunięcia było wyjście 13 grudnia 2005 z frakcji Europejskiej Partii Ludowej – Europejskich Demokratów i przejście do eurosceptycznej frakcji Unia na rzecz Europy Narodów bez porozumienia z kierownictwem partii. Do tego doszły spory z władzami PSL co do sposobu zarządzania partią (m.in. sprawa sprzedaży budynku, w którym mieściła się krajowa siedziba partii).
Usunięci z PSL politycy ogłosili utworzenie nowego ugrupowania pod nazwą Polskie Stronnictwo Ludowe „Piast” (PSL „Piast”). W ich zamierzeniu miała tym samym nawiązywać do działającego w latach 1913–1931 ugrupowania Wincentego Witosa, Polskiego Stronnictwa Ludowego „Piast”.
W 2006 formacja została formalnie zarejestrowana, jednak od decyzji tej odwołało się Polskie Stronnictwo Ludowe ze względu na zbieżną nazwę i symbolikę. W sierpniu 2007 Sąd Najwyższy uchylił zaskarżone postanowienie i przekazał Sądowi Apelacyjnemu w Warszawie sprawę do ponownego rozpoznania.
Ostatecznie partia została zarejestrowana jako Stronnictwo „Piast” w ewidencji partii politycznych pod numerem EwP 277.

## Działalność
28 sierpnia 2006 PSL „Piast” podpisało umowę koalicyjną z Prawem i Sprawiedliwością, na mocy której działacze stronnictwa kandydowali w wyborach samorządowych z list PiS („umowa o partnerstwie politycznym” objęła również przyszłe wybory prezydenckie, parlamentarne do Sejmu i Senatu oraz do Parlamentu Europejskiego). Partia zdobyła 7 mandatów w sejmikach wojewódzkich.
23 września 2007 odbył się w Lublinie pierwszy krajowy kongres partii (z udziałem m.in. Jarosława Kaczyńskiego), który przyjął deklarację ideowo-programową i założenia programowe oraz wyłonił ogólnopolskie władze partii. Na przewodniczącego wybrano Zdzisława Podkańskiego.
W przedterminowych wyborach parlamentarnych w 2007 przedstawiciele „Piasta” ponownie kandydowali z list PiS. Według ogłoszonych przez PKW wyników wyborów do Sejmu 19 kandydatów PSL „Piast” (w większości startujących z 8. miejsc na listach PiS) otrzymało łącznie 59 619 głosów, nie uzyskując jednak żadnego mandatu. Natomiast w wyborach do Senatu partia zgłosiła dwóch kandydatów, którzy zostali senatorami – Lucjan Cichosz w okręgu chełmskim i Grzegorz Wojciechowski w okręgu piotrkowskim, z których pierwszy pozostał początkowo poza KP Prawa i Sprawiedliwości, lecz ostatecznie 8 lipca 2010 także wszedł w jego skład.
Do trzech eurodeputowanych Stronnictwa „Piast” wywodzących się z PSL dołączyło dwóch byłych europosłów Samoobrony RP – w 2007 Jan Masiel oraz w 2008 Marek Czarnecki (który wkrótce opuścił partię, przechodząc do grupy Porozumienie Liberałów i Demokratów na rzecz Europy). W 2009 z partii odszedł Zbigniew Kuźmiuk, przystępując do PiS.
25 stycznia 2009 przedstawiciele Stronnictwa „Piast” wzięli w Warszawie udział w kongresie programowym ugrupowania Naprzód Polsko, deklarując zamiar wspólnego startu w wyborach do Parlamentu Europejskiego w tym samym roku. 1 marca została podpisana umowa o współpracy politycznej i programowej oraz o starcie w wyborach europejskich. Stronnictwo „Piast” oraz większość kandydatów Naprzód Polsko wspólnie z Ligą Polskich Rodzin, Partią Regionów, Przymierzem Narodu Polskiego, ZChN i ONP-LP startowały w wyborach do PE z listy komitetu Libertas, który nie osiągnął progu wyborczego. W okręgu katowickim koalicja Naprzód Polsko-Piast zarejestrowała także własną listę, jednak bez obecności na niej członków „Piasta”. Jedynym członkiem stronnictwa, który uzyskał mandat eurodeputowanego, był Janusz Wojciechowski, ubiegający się o reelekcję z listy PiS.
Mandat posła na Sejm VI kadencji 24 czerwca 2009 objął członek Stronnictwa Wojciech Szczęsny Zarzycki w miejsce Pawła Zalewskiego, który został wybrany do Parlamentu Europejskiego. Polityk przystąpił do Klubu Parlamentarnego PiS. 5 maja 2010 posłem Stronnictwa „Piast” (także członkiem Klubu Parlamentarnego PiS) został Krzysztof Tołwiński. Objął mandat po Krzysztofie Putrze, który zginął w katastrofie lotniczej w Smoleńsku.
W wyborach prezydenckich w 2010 partia początkowo wystawiła kandydaturę przewodniczącego Zdzisława Podkańskiego, jednak wycofał się on z rywalizacji, popierając kandydata PiS Jarosława Kaczyńskiego.
15 listopada 2010 partię opuścili obydwaj jej posłowie, obydwaj senatorowie, a także jedyny eurodeputowany Janusz Wojciechowski, którzy przystąpili do PiS.
W wyborach samorządowych w 2010 partia zarejestrowała listy kandydatów do sejmików w województwach lubelskim (2,88% głosów) i wielkopolskim (0,70%). W tych województwach, a także w dolnośląskim, mazowieckim, podlaskim i świętokrzyskim ugrupowanie wystawiło także kandydatów do organów niższego szczebla. Na prezydenta Lublina kandydował przewodniczący partii Zdzisław Podkański. Ogółem komitet wyborczy partii wystawił w wyborach 668 kandydatów. Oprócz tego około 800 członków „Piasta” znalazło się na listach innych komitetów. Stronnictwo zdobyło w wyborach 45 mandatów w radach gmin, 3 w radach miast i 2 w radach powiatów. 1 kandydat partii został wybrany na stanowisko wójta.
Przed wyborami parlamentarnymi w 2011 część działaczy „Piasta” z przewodniczącym Zdzisławem Podkańskim na czele porozumiała się z PiS w sprawie startu z list tej partii. Część członków ugrupowania (na czele z wiceprezesem zarządu krajowego Zenonem Płocharzem) porozumiała się w sprawie wspólnego startu członków „Piasta” z Prawicą Rzeczypospolitej i Unią Polityki Realnej (na liście Prawicy). Ostatecznie z list PiS do Sejmu wystartowali Zdzisław Podkański w okręgu lubelskim i Romuald Zgrzywa w okręgu kieleckim. Na bielskiej liście Prawicy znaleźli się z kolei Henryk Zając, Bogumiła Piszczek i Marek Mynarski. Żaden z członków Stronnictwa „Piast” nie uzyskał mandatu poselskiego.
W wyborach do Parlamentu Europejskiego w 2014 szef partii Zdzisław Podkański kandydował z listy PiS, otrzymując 5164 głosy i nie uzyskując mandatu. W wyborach samorządowych w tym samym roku zdobył on natomiast mandat w sejmiku województwa lubelskiego, także kandydując z listy PiS (zasiadł w klubie radnych tej partii). „Piast” nie powołał na te wybory własnego komitetu, startując na różnych szczeblach z list PiS bądź komitetów lokalnych. W powiecie staszowskim startował KWW Stronnictwa Piast Ziemi Staszowskiej, który wystawił dwóch kandydatów z „Piasta” na burmistrzów (w Staszowie i Osieku). Jeden z nich, Rafał Łysiak, został burmistrzem Osieka. Komitet ten zdobył też 1 mandat w radzie powiatu oraz 9 mandatów w radach gmin (w tym 5 z 15 w gminie Bogoria). Członek „Piasta” startował też bez powodzenia z lokalnego komitetu na burmistrza Turku. Wybory wygrał także jeden z trzech członków partii kandydujących na wójtów (w gminie Milejów, startujący z lokalnego komitetu, uzyskując reelekcję).
W wyborach prezydenckich w 2015 partia poparła Andrzeja Dudę z PiS. W wyborach parlamentarnych w tym samym roku Zdzisław Podkański bez powodzenia kandydował z listy PiS do Sejmu.
Na kongresie 8 września 2018 nowym przewodniczącym partii został Romuald Zgrzywa, a Zdzisław Podkański stanął na czele rady politycznej.
W wyborach samorządowych w 2018 Zdzisław Podkański ponownie uzyskał mandat radnego sejmiku lubelskiego z listy PiS (w nowej kadencji został wiceprzewodniczącym sejmiku). KWW Stronnictwa Piast Ziemi Staszowskiej uzyskał 2 mandaty w radzie powiatu staszowskiego (wchodząc wraz z PiS w koalicję rządzącą; szef partii Romuald Zgrzywa został wiceprzewodniczącym rady, a Zbigniew Wiącek członkiem zarządu powiatu), 7 mandatów w radach miejsko-gminnych (4 w Osieku i 3 w Staszowie) oraz 6 mandatów w 4 radach gmin wiejskich. Rafał Łysiak uzyskał reelekcję na burmistrza Osieka, ponadto dwaj kandydaci komitetu startowali bez powodzenia na wójtów. W wyborach parlamentarnych w 2019 Krzysztof Podkański (syn Zdzisława) bezskutecznie kandydował do Sejmu z listy PiS. Zdzisław Podkański zmarł 18 lutego 2022, partia utraciła wówczas reprezentację sejmikową. W wyborach parlamentarnych w 2023 ugrupowanie zarejestrowało komitet, jednak jego działacze nie wystartowali.
W wyborach samorządowych w 2024 KWW Stronnictwa Piast Ziemi Staszowskiej ponownie zdobył 2 mandaty w radzie powiatu staszowskiego, kontynuując następnie koalicję z PiS. Przewodniczący partii Romuald Zgrzywa objął stanowisko starosty, a Zbigniew Wiącek ponownie zasiadł w zarządzie powiatu. Komitet zdobył także 10 mandatów w radach miejsko-gminnych (6 w Osieku i 4 w Staszowie) i 2 w radach gmin wiejskich. Rafał Łysiak nie uzyskał reelekcji na burmistrza Osieka. Komitet wystawił dwóch kandydatów na wójtów, z czego jeden (nienależący do partii, w gminie Rytwiany) został wybrany na stanowisko.
Z powodu niezłożenia przez Stronnictwo „Piast” sprawozdania finansowego za 2023 rok, Państwowa Komisja Wyborcza została zobligowana do skierowania wniosku do Sądu Okręgowego w Warszawie o wyrejestrowanie partii, które nastąpiło 18 listopada 2024.

## Program polityczny
Podstawy programu oparte były na zasadach doktryny agraryzmu i tradycyjnych wartościach chrześcijańskich oraz demokratycznych. Stronnictwo odwoływało się do patriotycznych tradycji polskiego ruchu ludowego. W programie podkreślało wartość suwerennej Polski, za podstawową wartość uznawało rodzinę, sprzeciwiało się też wyprzedaży majątku narodowego. Opowiadało się natomiast za ochroną środowiska naturalnego, oparciem bezpieczeństwa energetycznego o własne surowce, ścisłą współpracą z Polonią, ochroną polskiego dziedzictwa kulturowego, bezpłatną nauką na wszystkich szczeblach, bezpłatną opieką zdrowotną, obniżeniem wieku emerytalnego oraz „partnerstwem przy współpracy z Unią Europejską i państwami sąsiadującymi”.